# Тасоткельское водохранилище
Тасоткельское водохранилище (каз. Тасөткел бөгені) — одно из крупнейших водохранилищ Жамбылской области. Вода используется в том числе для полива сельхозугодий Шуского и Мойынкумского районов Жамбылской области.

## География
Плотина построена на реке Шу в районе Жамбылской области.

## История
Введено в эксплуатацию в 1974 году

## Технические данные
Проектная мощность наполнения составляет 620 млн кубических метров воды. На 2010 год объем, допустимый по техническому состоянию — 426 млн кубометров, реально используемый объём — на 322 млн кубометров. Поступление воды 104,3 кубометра в секунду сброс — 80 кубометров воды в секунду

## ГЭС
В 2012—2013 годах к плотине пристроена ГЭС. Мощность — 9,2 МВт, среднегодовая выработка — 45,6 млн кВт⋅ч. Пущена 16 мая 2013 года, стоимость строительства составила 1,35 млрд тенге.